# Toribio Altzaga
Jose Maria Toribio Altzaga Anabitarte (San Sebastián, 16 de abril de 1861 - ibidem, 27 de mayo de 1941) fue un escritor y dramaturgo vasco, principalmente reconocido por su contribución al teatro en euskera. 

## Vida
En 1915 fue nombrado director de la Escuela de la Lengua y Declamación Vasca "Euskal Iztundea" de San Sebastián y se dedicó plenamente al teatro. Las obras de este grupo, no solo se representaban en San Sebastián, sino que se extendían por todos los rincones de la provincia, llevando el espíritu y la pasión vasca a todas partes. No era solo profesor de teatro, también enseñaba euskera.
Durante la década de 1920, tradujo obras literarias al euskera, como "Ramuntcho" de Pierre Loti (1920) y "Macbeth" de Shakespeare, bajo el título "Iritza" (1926).  Además, en 1918 dirigió la revista bilingüe "Euskal-Erria" y fue miembro activo de la Academia de la Lengua Vasca "Euskaltzaindia". También organizó actos culturales como Juegos Florales, competiciones de versolarismo, concursos literarios, etc. Asimismo, el mismo Altzaga participó en el renacimiento político del nacionalismo vasco y fue presidente del partido EAJ-PNV en Donostia y miembro del consejo de dirección del periódico Gipuzkoarra.
Tras el estallido de la Guerra Civil en 1936, la escuela "Euskal Iztundea" fue cerrada por las autoridades franquistas. Altzaga fue detenido y encarcelado en Ondarreta debido a su implicación en actividades culturales vascas. Por otro lado, su mujer, María Pilar Fernández Mújica y él tuvieron cinco hijos, y salvo uno, todos murieron jóvenes. Pese a las dificultades, continuó promoviendo la cultura vasca hasta su fallecimiento, debido a problemas respiratorios, el 27 de mayo de 1941.
Finalmente, el teatro de Altzaga se ha representado por todo el País Vasco en numerosas ocasiones. Escribió una gran cantidad de obras: óperas, comedias, traducciones, etc., casi todas en euskera.

## Obras
Altzaga destacó en el teatro breve, tanto en la creación de situaciones como en el manejo de los personajes. Utilizó la agilidad de sus diálogos para hacer reír al público. Altzaga no se adentraba en obras largas, tramas complicadas, ni en enredos innecesarios. Su enfoque se caracterizó por un lenguaje sencillo y accesible, buscando conectar con el público popular. 

### Teatro
La mayoría de sus obras fueron publicadas póstumamente. Entre ellas se encuentran: Santo Tomase´ko feriya (1892); Axentxi ta Kontxexi (1914); Oleskari berriya (1916); Txiribiri (1918); Ramuntxo, adaptación a la novela de Pierre Loti (1920); Andre Joxepa Tronpeta (1921), Eleizatxo´ko ardazlea, Arpuxa kalian, Bost urtian (1922); Etxietan, Zalaparta, Amantxi, Tant arrantan;Zanpantzar (1923); Neskazar (1924); Burruntziya (1931), etc. También escribió libretos de opera como Txanton Piperri (1899), Anboto (1909) y Gli cornamenti (inédito). Asimismo,  en 1926 tradujo Macbeth de Shakespeare, que fue representada bajo el título Irritza.
- Martin Tiñacu (1886), escrito en castellano[1]

- Aterako gera (1888)[1]

- San Tomaseko feria (1892), corales.

- Jostirudiak-Irritza (1990, Labayru)

- Asenchi ta Konchesi. Izketa (1914, Martin y Mena)

- Bernaiño´ren larriyak (1915)

- Txibiribiri. Atal bateko antzerki irritsua (1922, Martin y Mena)

- Berrnaiño (1923, Martin Mena y Cia.)

- Amantxi (Bi ataldun antzerkia) (1924, Martin y Mena)

- Urdai-lekua (1925), monólogo.

- Bioz berak (1929, Martin Mena y Cia.)

- Bost urtian. Antzerkia. Euskal Antzerkia, 1 (1929, Navarro del Teso y Cia.), de dos actos.

- Kaxka gogorra (1930), marionetas.

- Aterako gera! (1932, López Mendizabal)

- Neskazar. Iru ekitaldi dun antzerkia (1932, Zelaia)

- Zanpantzar. Ekitaldi bakarrean eratutako Jostalu pargillea (Farsa) (1932, López Mendizabal)

- Biak bat (1934), diálogos.

- Osaba (1934, López Mendizabal), de tres actos.

- Txingurri (1935), monólogo.

- Burruntziya. Bemaiño (1963, Auspoa)